# Gorgythion
Gorgythion is een geslacht van vlinders van de familie dikkopjes (Hesperiidae), uit de onderfamilie Pyrginae.

## Soorten
- G. alcandra (Mabille, 1878)
- G. begga (Prittwitz, 1868)
- G. beggina Mabille, 1897
- G. canda Evans, 1953